# Mefisto (film)
Mefisto je maďarský koprodukční film režiséra Istvána Szabó z roku 1981. Jedná se o adaptaci stejnojmenného románu německého spisovatele Klause Manna z roku 1936.

## Děj
Film se odehrává ve 30. letech v Německu. Hlavní postavou je provinční herec Hendrik Höfgen. Na jevišti exceluje v roli Mefista v Goethově hře Faust a pokušení ho ovládají i v soukromí. Ve své bezmezné ctižádosti a cestě za slávou se neváhá spolčit i s nacistickou mocí. Pozdě si uvědomí, že za to zaplatil ztrátou svých nejbližších, a že je jen pouhou loutkou v rukách nacistického režimu.

## Hrají
| Klaus Maria Brandauer | Hendrik Höfgen               |
| Krystyna Janda        | Barbara Brucknerová          |
| Rolf Hoppe            | maršál                       |
| György Cserhalmi      | Hans Miklas                  |
| Ildikó Bánsági        | Nicoletta von Niebuhr        |
| Péter Andorai         | Otto Ulrichs                 |
| Karin Boyd            | Juliette Martensová          |
| Christine Harbort     | Lotte Lindenthalová          |
| Major Tamás           | Oskar Kroge, ředitel divadla |
| Christine Harbort     | Lotte Lindenthalová          |
| Ildikó Kishonti       | Dora Martinová               |